# Market Chambers

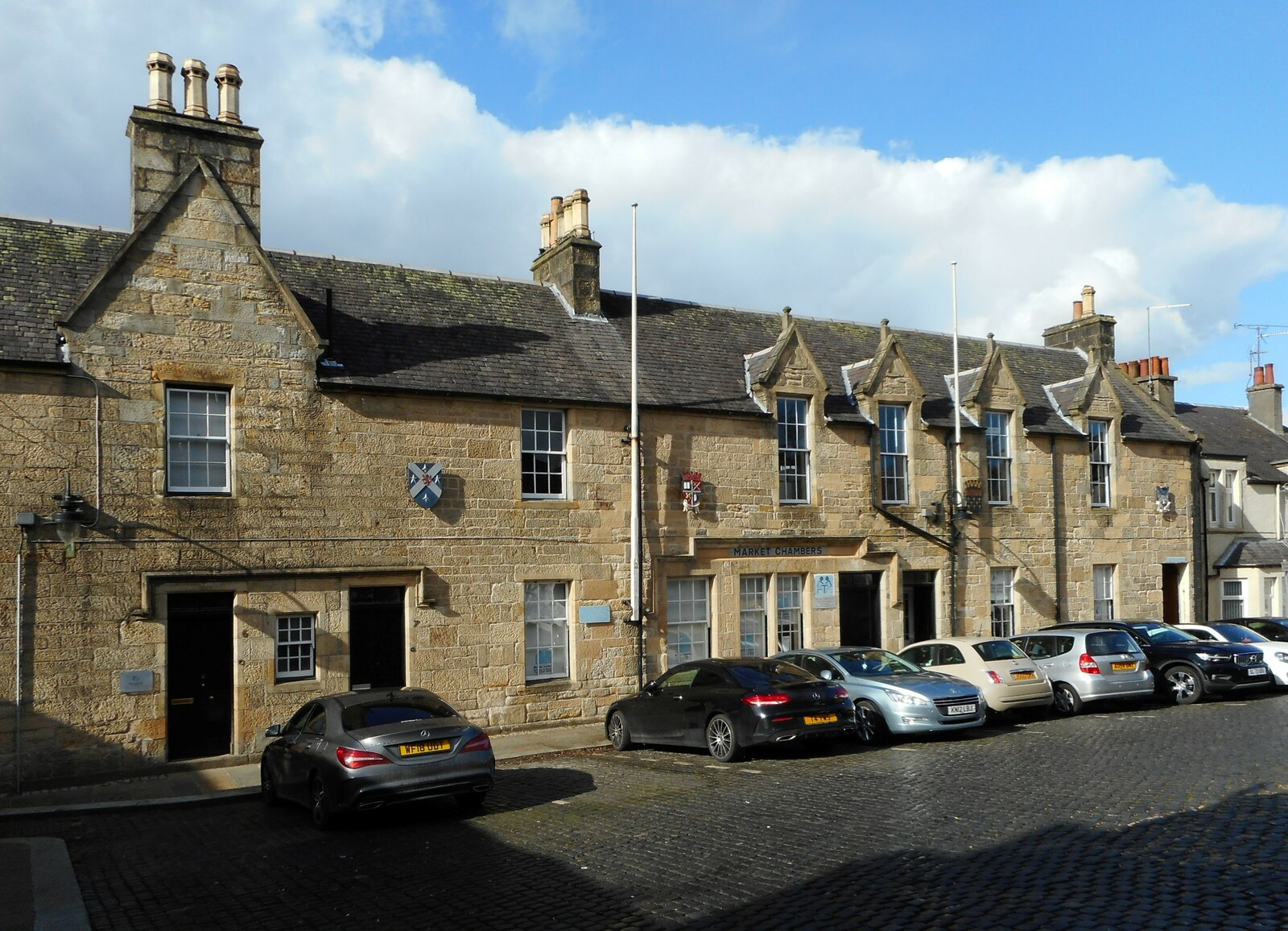
Market Street 6–7

Die Market Chambers befinden sich in zwei benachbarten Gebäuden am Marktplatz der schottischen Stadt Kilsyth in der Council Area North Lanarkshire unter der Adresse Market Street 6–10. 1979 wurden die Gebäude in die schottischen Denkmallisten in der Kategorie B aufgenommen.

## Beschreibung
Vormals befand sich an diesem Ort das alte Gerichtsgebäude. Die Market Chambers wurden dort im Jahre 1860 errichtet. Sie bestehen aus zwei in geschlossener Bauweise gebauten Häusern, welche architektonisch nicht identisch sind. Die beiden zweistöckigen Gebäude bestehen aus Sandstein und schließen mit Satteldächern ab. Es sind mehrere Eingangstüren vorhanden, die von Sprossenfenstern umgeben sind. Das rechte der beiden Gebäude besitzt vier neogotische Lukarnen.